# کوه تاکه

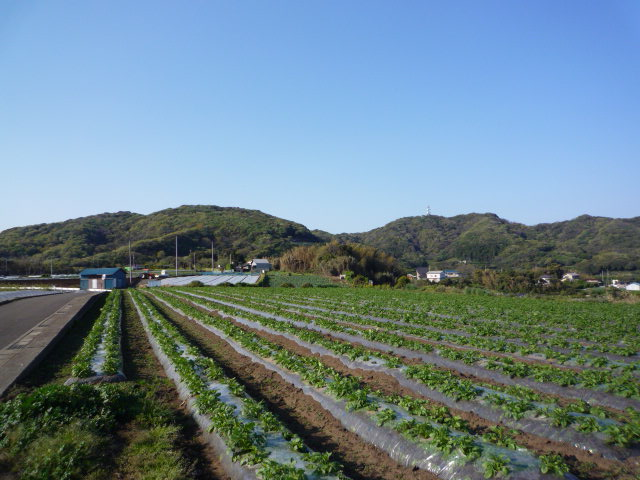
کوه تاکه در یُوکُوسوکا.

کوه تاکه (به ژاپنی: 武山 Takeyama) در استان کاناگاوا (神奈川県) در نزدیک شهر یُوکُوسوکا (横須賀市) قرار دارد و یکی از تپه‌های می‌اورا محسوب می‌شود. ارتفاع این کوه ۲۰۰ متر است.  